# 演員夜凪景 act-age
《act-age 新世代演員》，是日本漫畫家松木達哉擔任原作、宇佐崎代擔任作畫的少年漫畫作品。該作於《週刊少年Jump》2018年8號（2018年1月22日）開始連載。因原作者涉及性犯罪，2020年8月10日，《週刊少年Jump》官方宣布終止連載，於36·37合併號刊登第123話後強行腰斩。

## 製作
故事前身為《週刊少年Jump》2017年9號刊載的單篇作品《歡迎來到阿佐谷藝術高中影像科》。
2020年8月8日，原作松木達哉因對女中學生性騷擾及強制猥褻罪，遭到逮捕，同月10日，《週刊少年Jump》官方宣布在與負責作畫的宇佐崎代討論後，決議結束該作品連載。宇佐崎代表示認同編輯部的決定，並希望讀者不要因此遷怒被害者。已發行的單行本將不會再版，而原定2022年推出的改編舞台劇企劃一併中止。

## 故事簡介
演員夜凪景篇（Scene.1－6）
家境清貧的女高中生夜凪景希望成為演員以貼補家用，雖然她在STARS演藝事務所的試鏡中落選，但評審之一的電影導演黑山墨字相中她的才華，邀她加入大黑天工作室，並在自己籌拍的電影中擔綱主角。雖然夜凪景極具演戲天賦且無師自通方法演技，但她也因為難以劃分自己與角色而屢屢在演出時失控。黑山先安排她當龍套演員，啟發她對追求藝術的渴望，接著讓她參與各種演出並偷師他人演技。
電影《Death Island》篇（Scene.7－23）
在參演電影《Death Island》時，她遇見了STARS的頭號明星百城千世子，兩人在對戲過程中了解到彼此對表演的方式及信念南轅北轍。在拍攝期間，夜凪景學會以客觀角度審視自己的演技，並開始有鏡頭意識。
舞台劇《銀河鐵道之夜》篇（Scene.24－54）
夜凪景在舞台劇《銀河鐵道之夜》中女扮男裝飾演康貝瑞拉，排練期間，她在情感表現和角色塑造的功力大有長進。隨著導演因病逝世，夜凪景繼承了導演的遺志，與飾演男主角的明神阿良也、以及夥伴一起讓公演順利落幕。
學園篇「杉並北祭」篇（Scene.55－61）
夜凪景回到學校，拓展演藝界以外的生活圈，並與同學合製微電影，於學園祭上映，而校內友人也成為當她在演員之途感到徬徨時的避風港。
舞台劇《鐵扇公主》篇（Scene.62－108）
千世子對長期以來被STARS社長星亞里紗以商業包裝感到不滿，為了不讓自己的演藝生涯繼續受人掌控，她與製作人天知心一合作，並被他安排與夜凪景以雙重選派角色形式演出舞台劇《鐵扇公主》的女主角。甲組由夜凪景和獲獎無數的王賀美陸共演，由該劇的編劇山野上花子執導；乙組由千世子與阿良也共演，由黑山執導。
為了飾演憤怒的鐵扇公主，夜凪景回想起自己和弟妹在母親逝世後，又遭父親拋棄時的恨意，在花子的推波助瀾以及其他演員的通力合作下，這份恨意成功將演出推向高潮，同時也讓夜凪景感受到自己現在擁有的幸福。另一方面，千世子在黑山的安排下展露出與以往的角色截然不同的面向，不但讓演出大獲好評，也成為了讓夜凪景成長的動力。
MHK大河剧《电影之歌》篇（Scene.109－123）
在接下廣告代言後，夜凪景感受到廠商的壓力，並見識到演藝圈的˙多種面向以及自己的不足，她試圖在這樣的環境中以自己的方式立足，並逐漸提升知名度，而她的知名度將透過演出大河劇《電影之歌》推向高峰。在該劇中，夜凪景和之前擔任黑山的藝術電影裡女主角的環蓮，以及知名童星鳴乃皋月一起飾演主角的三個人生階段。

## 登場角色

### 「大黑天」工作室
夜凪景（Yonagi Kei）
主角，以成為演員為志向的女高中生。在父親離家、母親亡故後，她拒絕父親寄回來的錢，獨力撐起家中經濟，與弟妹相依為命。她從小便時常觀看家裡收藏的電影，在方法演技方面極具天賦，擅長利用過去的記憶來充分發揮自己的演技，但她經常過度沉迷，導致有時候會難以分清劇本和現實。
第一次角色人氣投票以29420票獲得第二名
黑山墨字（Kuroyama Sumiji）
創立大黑天工作室的電影導演。曾經入選多個日本國外的影展，但在日本的知名度較低。他相中夜凪景作為自己下部電影的主角，並將她帶入演藝圈磨練演技。
柊雪（Hiiragi Yuki）
大黑天工作室的電影製作人、黑山的助理。

### 演員
百城千世子（Momoshiro Chiyoko）
擁有「天使」之名藝能事務所「STARS」當紅女星，能從極為客觀的角度「俯視」自己，展現他人想要看到的自己。為讓演出順利，她除了研究劇本，也會看過所有共事演員過去的所有作品，能在拍攝時完全掌握所有攝影機的位置，甚至利用站位掩蓋其它演員的失誤。夜凪認為她表現的是「看不到臉孔」的演技，許多導演也評價她擁有的是「完美的面具」。
第一次角色人氣投票以35564票獲得第一名
星輝（Hoshi Akira）
星亞里紗的兒子，不顧母親的勸阻而成為演員，並因出演兒童節目《Ultra 假面》而聞名。因有評論稱其名聲並非來自實力，而是仰賴母親的光環和事務所推銷，本人對此有所自覺因此每天不怠於訓練。
第一次角色人氣投票以14404票獲得第四名
鳴乃皋月（Meino Satsuki）
8歲的童星，從2歲開始進入演藝圈，長期以來給觀眾的印象是可愛，但她想憑藉演技實力得到大眾認同。
明神阿良也（Myoujin Araya）
劇團「天球」的男演員。擁有獨特的演技和語調，和巖裕次郎同樣用「味道」來形容其他演員。會為了詮釋角色而以該角色的方式生活，會將周圍的所有事物融入到角色塑造之中，並將過程形容為「吞食」，被稱為「舞台劇界的附身型變色龍」，屬於實力派的年輕演員。
- 第一次角色人氣投票以18621票獲得第三名

王賀美陸（Ougami Riku）
15歲前橫掃多個獎項的巨星，舉手投足都展現巨星氣場，認為日本的演員太過平凡而進軍好萊塢，後來返日參與舞台劇《鐵扇公主》演出，於甲組飾演孫悟空。
環蓮（Tamaki Ren）
中生代演員裡的中流砥柱，以平易近人的形象著稱的名稱，在《電影之歌》裡飾演藥師寺真波的成年階段。
15年前以主演的身份出演過黑山墨字的電影，但是由於拍攝手法之故，她全場沒有露面、而且演員名單也是用了偽名而不為人知。
藥師寺真美（Yakushiji Mami）
足以代表日本的資深演員，已故的母親是支撐起了早期日本電影業的藥師寺真波，也是大河劇《電影之歌》的主角。

### 演藝相關人員
星亞里紗（Hoshi Arisa）
STARS的社長，星輝的母親。領導方針是培養出從演藝中得到幸福且討好大眾的演員。她過去是頂尖演員，因方法演技導致精神異常而息影，她認為夜凪的方法演技很危險，最初雖未將夜凪景招攬到STARS，但一直暗中觀察她，後來成為她的經紀人。
巖裕次郎（Iwao Yuujirou）
劇場總監，會用「味道」來形容演員和感情表現，並表示自己只會起用「有味道」的演員。接受黑山的推薦，看了夜凪在《Death Island》的表現後，同意讓她演出舞台劇「銀河鐵道之夜」。在演出第一天，就因胰臟癌而過世而未能看見演出。
天知心一（Amachi Shinichi）
重視利益的經紀人，在夜凪景演出舞台劇《銀河鐵道之夜》嶄露頭角後，以金錢利誘對她進行挖角，以失敗告終。後以製作人身分促成舞台劇《鐵扇公主》以雙重選派角色的形式演出。
山野上花子（Yamanoue Hanako）
劇本作家兼劇場導演，20歲以前是個小有名氣的畫家，之後為學習雕刻進入藝術大學，在學期間獲得芥川賞，就順勢成為了職業作家。為舞台劇《鐵扇公主》的劇本作家，同時擔任夜凪所在的「甲組」的劇場導演。

### 杉並北高中電影研究社
吉岡新太（Yoshioka Arata）
夜凪景的同班同學，是個電影狂熱愛好者。某一次分配到夜凪旁邊的座位，自從看到她的側臉之後，便開始構思以她為女主角的微電影。在夜凪為如何交朋友苦惱時，主動向她搭話，並邀請她加入電影研究社。
朝陽日奈（Asahi Hina）
夜凪景的同班同學，入社目的只是為了湊人數，是夜凪第一個嘗試交朋友的對象，但她認為夜凪是個故作清高的人而覺得反感，後來對她改觀並協助電影拍攝。
花井遼馬（Hanai Ryouma）
被視為問題人物的學生，入社目的只是為了湊人數，但在得知夜凪景的話題後表現出濃厚興趣，並協助電影放映。

## 出版書籍
| 卷數 | 集英社 | 集英社        | 集英社                 | 東立出版社     | 東立出版社    | 東立出版社             |
| 卷數 | 副標題 | 發售日期      | ISBN                   | 副標題         | 發售日期      | ISBN                   |
| ---- | ------ | ------------- | ---------------------- | -------------- | ------------- | ---------------------- |
| 1    |        | 2018年5月2日  | ISBN 978-4-08-881483-4 | 夜凪景         | 2019年3月21日 | ISBN 978-957-26-2426-5 |
| 2    |        | 2018年7月4日  | ISBN 978-4-08-881509-1 | 千世子的假面具 | 2020年1月16日 | ISBN 978-957-26-2427-2 |
| 3    |        | 2018年8月3日  | ISBN 978-4-08-881583-1 | 謝謝           | 2020年8月3日  | ISBN 978-957-26-2428-9 |
| 4    |        | 2018年11月2日 | ISBN 978-4-08-881657-9 |                |               |                        |
| 5    |        | 2019年2月4日  | ISBN 978-4-08-881694-4 |                |               |                        |
| 6    |        | 2019年5月2日  | ISBN 978-4-08-881795-8 |                |               |                        |
| 7    |        | 2019年7月4日  | ISBN 978-4-08-881878-8 |                |               |                        |
| 8    |        | 2019年9月4日  | ISBN 978-4-08-882051-4 |                |               |                        |
| 9    |        | 2019年12月4日 | ISBN 978-4-08-882103-0 |                |               |                        |
| 10   |        | 2020年2月4日  | ISBN 978-4-08-882205-1 |                |               |                        |
| 11   |        | 2020年5月13日 | ISBN 978-4-08-882284-6 |                |               |                        |
| 12   |        | 2020年7月3日  | ISBN 978-4-08-882351-5 |                |               |                        |

## 外部連結
- （日語） 週刊少年Jump官方網站 （页面存档备份，存于）
- （日語） 大黑天工作室 （页面存档备份，存于）
- （日語） 《act-age 新世代演員》原作官方的X（前Twitter）